# دیتر کرامر
دیتر کرامر (انگلیسی: Dieter Kramer؛ زادهٔ ۱۲ آوریل ۱۹۵۹) بازیکن فوتبال اهل آلمان است.
از باشگاه‌هایی که در آن بازی کرده‌است می‌توان به باشگاه فوتبال بوخوم و باشگاه فوتبال هامبورگ اشاره کرد.